# هيذر روبنسون
هيذر روبنسون (بالإنجليزية: Heather Robinson)‏ هي كاتبة سيناريو أمريكية، ولدت في 31 يوليو 1978 في ليتلتون في الولايات المتحدة.

## وصلات خارجية
- هيذر روبنسون على موقع IMDb (الإنجليزية)